# David Zupančič
David Zupančič, slovenski infektolog in pisatelj, * 20. oktober 1991, Ljubljana
Je specializant infektologije v UKC Ljubljana. O svojih izkušnjah z delom med pandemijo covida-19 je napisal knjigo Življenje v sivi coni.
Aktiven je tudi na družabnih omrežjih, na platformi Spotify pa ima podkast Umetnost lenarjenja. Na YouTube ni šel, ker bi mu montiranje video posnetkov vzelo preveč časa.
Večkratni državni prvak Slovenije v sabljanju. Zmagovalec turnirja Evropskega pokala v sabljanju (Friedrischafen, Nemčija), leta 2008.
Zaradi svoje prepoznavnosti na internetu je postal zanimiv za knjižne založbe brez pošiljanja rokopisa. Prvi natis njegove knjige se je prodal v 778 izvodih, zaradi česar je bil naročen ponatis. V dveh tednih je bilo prodanih 2300 izvodov prvega natisa.

## Zasebno
Do 28. leta je živel v bližini parka Tabor. Njegov oče je gledališki režiser Matjaž Zupančič.
Poročil se je z zobozdravnico Ester Petek, ki jo je spoznal med študijem. Obred je 25. maja 2019 na terasi Vile Vipolže vodil župan občine Brdo. Teden dni kasneje sta odšla na poročno potovanje na Mavricij. Imata enega otroka.